# Château della Faille d'Huysse
Château della Faille d'Huysse, Château d'Huysse, Château de Lozer, Château de Lozère, ou Château d'Huise est un château situé au coin de  Kasteelstraat et Appelhoekstraat à Lozère (Kruisem), près du Bois de Lozère (nl). Le domaine du château avec ses dépendances (guérite, relais de diligence, cour de ferme, bâtiments de services et pavillon de jardin en forme de tour) est situé dans un vaste parc paysager avec des étangs.
Le site est un établissement humain très ancien, siège de la seigneurie de Huysse (en néerlandais Huise). Le premier seigneur connu est Eustachius van Vijve, ou Eustachius de Usa (Huise), mentionné dans une charte en 1080.
Aux XVe et XVIe siècles, le bien passe dans les familles Vilain de Gand, et de Montmorency-Nivelle (en flamand Montmorency-Nevele), et au seizième siècle au célèbre Philippe de Montmorency, comte de Horne ou de Horn : Il prend part à l'opposition (lors de la Révolte des Gueux) et au mécontentement des nobles contre la politique du cardinal Granvelle conseiller du roi Philippe II.
Ces prises de position politiques amènent le duc d'Albe, en 1568, à l'accuser de lèse-majesté et à en faire une des premières victimes du Conseil des troubles : Il est décapité sur la Grand-Place avec le comte Lamoral d'Egmont.
Au dix-septième siècle, le bien s'appelait Goed Uplosere. En 1654, Jean-Baptiste della Faille, le grand bailli de Gand, acquiert le château. Sa famille (qui depuis l'élévation de Huysse au rang de baronnie en 1736 s’appelle della Faille d'Huysse) est toujours propriétaire du château et exploite une maison d'hôtes dans les dépendances . Elle a fourni plusieurs bourgmestres d'Huysse.
Le château a été modifié pour la dernière fois en 1914 (selon F. De Smet par l'architecte Valentin Vaerwyck) pour avoir son apparence actuelle de style néo-Louis XVI .
Le parc boisé actuel, de 13 hectares, a été aménagé en 1885 par l'architecte paysagiste Edouard Keilig, connu pour son art des jardins (Gartenkunst) : Bois de la Cambre, parc de Laeken, parc de la ville d'Anvers, parc d'Avroy à Liège. L'art de Keilig s'apparente au style paysager anglais en vogue au XIXe siècle : le jardin à l'anglaise .
Le domaine et le château sont désignés patrimoine architectural depuis le 20 juin 2023 .

## Galeries

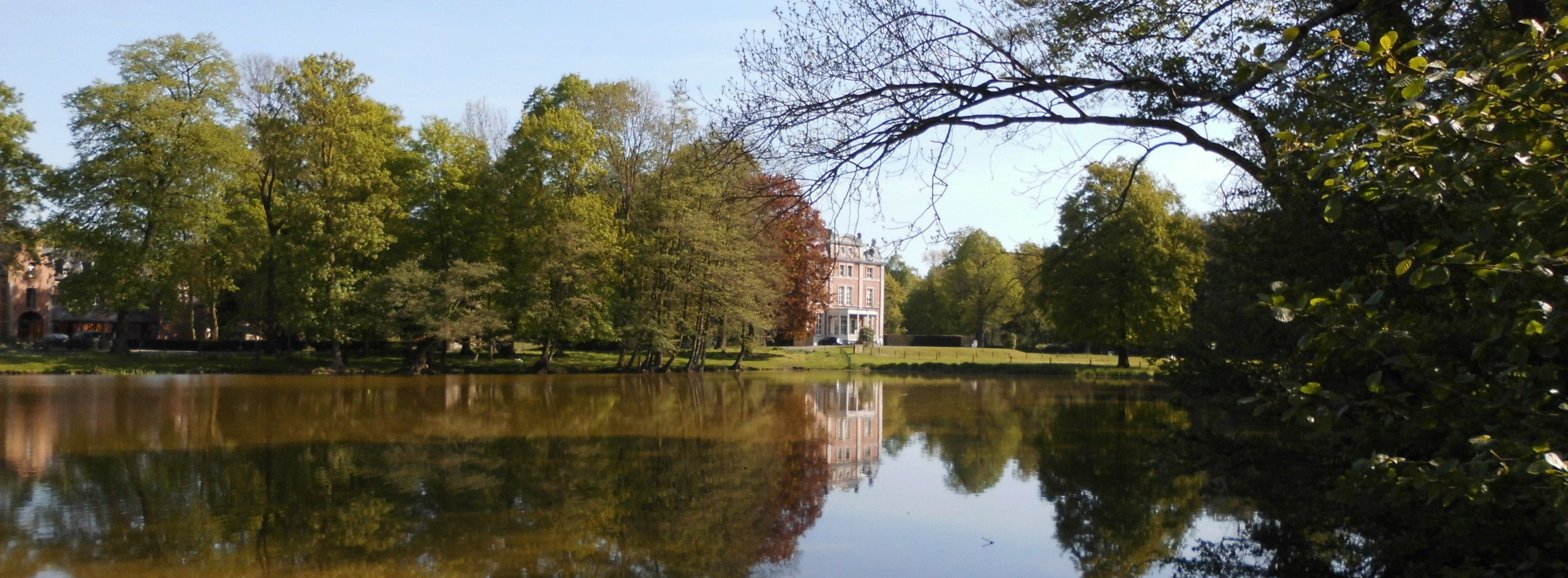
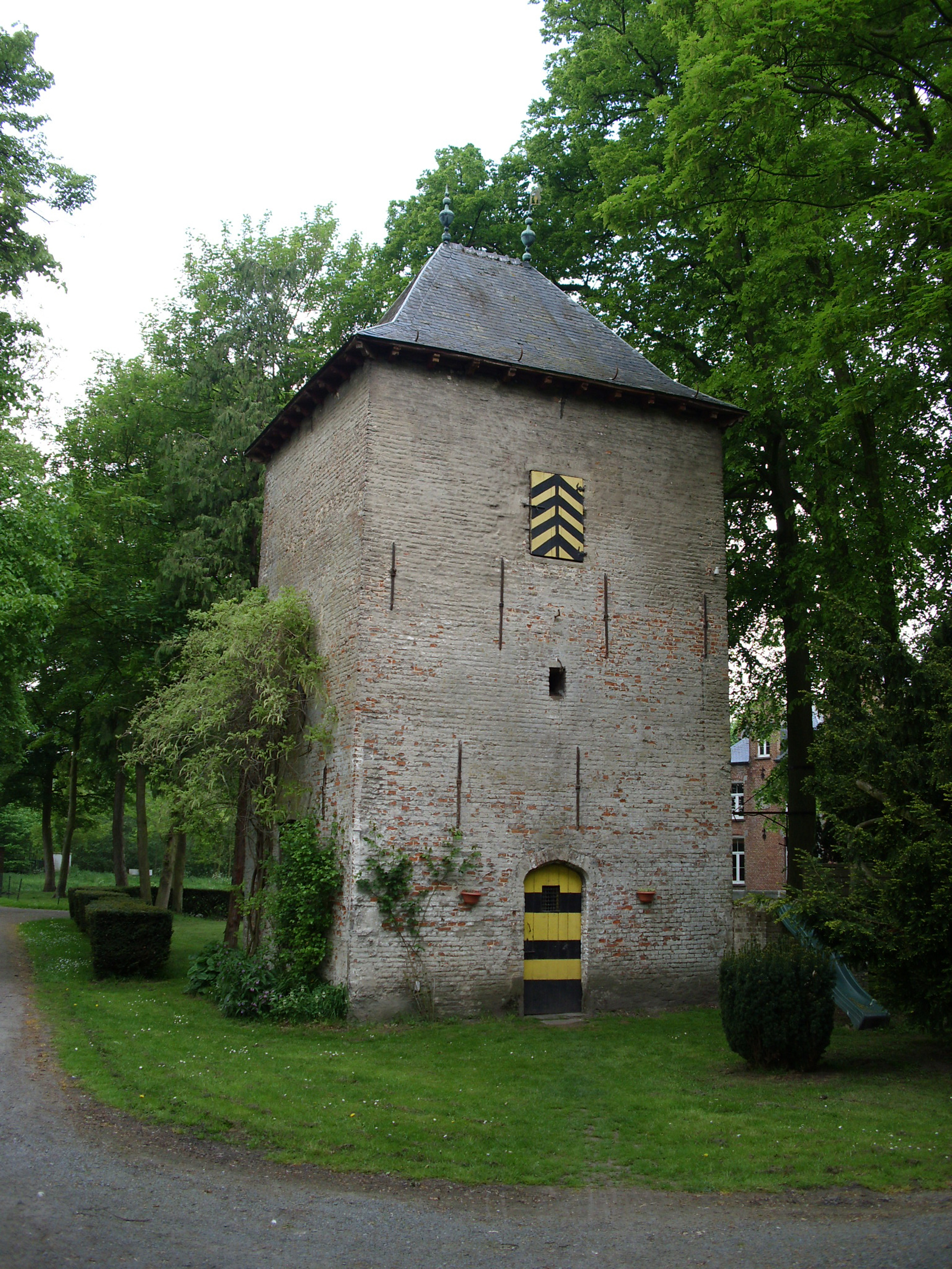

## Sources
- Cercle local et historique de Kruishoutem
- Commune de Kruishoutem
- Patrimoine immobilier